# قانون کنترل صادرات
قانون کنترل صادرات (انگلیسی: Export Control Act) یک مجموعه اقدامات قانونگذاری دولت فدرال ایالات متحده آمریکا و در ابتدای دولت رئیس‌جمهور فرانکلین دلانو روزولت بود. در این اقدام دو هدف منظور شده بود: جلوگیری از کمبود کالاهای اساسی در یک محیط احتمالی قبل از جنگ و مقابله با امپراتوری ژاپن که این قانون به منزله منع صادرات به ژاپن بود که صادرات قطعات هواپیما، مواد شیمیایی، و مواد معدنی بدون اعلامیه ریاست جمهوری را ممنوع می‌کرد و هدف آن این بود که ژاپن را مجبور کند تا جنگ دوم چین و ژاپن در سواحل هندوچین را محدود کند.
در این متن آمده‌است که هر زمان که رئیس‌جمهور «به نفع دفاع ملی» ضروری بداند، می‌تواند صادرات تجهیزات نظامی، مهمات، ابزار و مواد را ممنوع یا محدود کند.
اگرچه کنترل‌ها برای اولین بار در مورد مهمات و مواد مشابه ضروری برای تلاش‌های دفاعی مجاز بود، اما پوشش آن در سال ۱۹۴۲ به همه کالاها و پوشش جغرافیایی گسترده‌تر پس از ورود ایالات متحده جهانی دوم گسترش یافت. در مورد این قانون پیش‌بینی شده بود که کنترل‌های باقی مانده به زودی در زمان تصویب مجدد در سال ۱۹۴۹ از بین بروند.